# Antifascisme

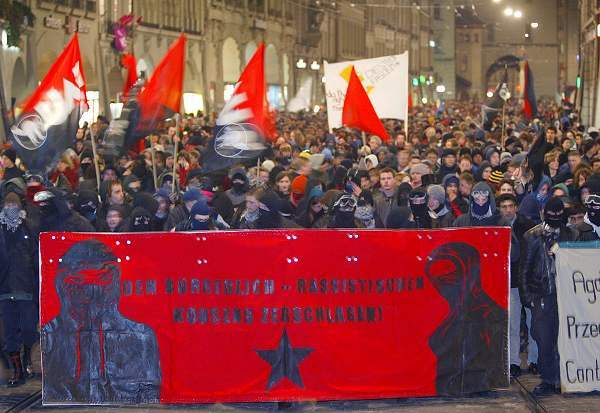
Antifascistische demonstratie in Bern, Zwitserland in 2006

Het antifascisme of antifa is een veelvormige beweging die ageert tegen alle vormen van uiterst rechts, met name tegen nazisme, fascisme en neofascisme.
Antifascisten komen vaak uit een links of extreemlinks milieu en organiseren onder meer demonstraties en tegendemonstraties bij extreemrechtse betogingen of demonstraties en bijeenkomsten. 

## Situatie naar land

### België
Het Belgische antifascisme heeft zijn wortels in de linkse politiek van de jaren 1930. België had politieke vluchtelingen uit Italië en Nazi-Duitsland opgevangen en de solidariteit met de Republikeinen ten tijde van de Spaanse Burgeroorlog was een bepalende ervaring geweest voor een generatie militanten. Het antifascisme werd breed gedeeld, zowel binnen de Kommunistische Partij als de Belgische Werkliedenpartij. Politieke krachten als Rex, Dinaso en VNV kregen daardoor moeilijker voet aan grond dan gelijkaardige groepen in Italië of Duitsland. Tijdens de Tweede Wereldoorlog kwam de beweging echter in crisis, onder meer omdat de KP haar politieke lijn bijstuurde na het niet-aanvalspact tussen Nazi-Duitsland en de Sovjet-Unie en meer de nadruk ging leggen op het veroordelen van het imperialisme van kapitalistische landen. Tijdens de oorlog namen antifascisten volop deel aan het Verzet. Na de Tweede Wereldoorlog is het Verzet, met zijn antifascistische strijd, vooral in Vlaanderen in ongenade gevallen bij de katholieke meerderheid, die meer sympathie ging opbrengen voor de collaboratie.
In 1974 werd in Antwerpen het Anti-Fascistisch Front opgericht. In 1983 werd het Steunpunt Antifascisme opgericht, bekend van de rode driehoek als symbool van de antifascistische strijd. Begin jaren 2000 documenteerde Blokwatch extreemrechts in Vlaanderen. De radicaal-linkse politieke partijen PVDA en LSP (oprichter van Blokbuster) hebben een traditie van antifascisme. Onder meer PVDA en Groen roepen op om van 8 mei, de dag waarop Nazi-Duitsland werd verslagen, een feestdag te maken.

### Duitsland
In de Bondsrepubliek Duitsland is het antifascisme nauw verbonden geweest met de communistische partijen Kommunistische Partei Deutschlands (KPD) en Sozialistische Einheitspartei Deutschlands (SED). In 1932 ontstond vanuit de KPD de AntiFaschistische Aktion, waarin KPD-voorman Ernst Thälmann leidend was. In die tijd werd de sociaaldemocratische Sozialdemokratische Partei Deutschlands (SPD) door de KPD beschouwd als de linkervleugel van het fascisme. Na de Machtergreifung door Adolf Hitler werd de term antifascisme voornamelijk gebruikt door communisten. Deze alsmede vele (parlements)leden van de SPD verdwenen na de Reichstagbrand (door de Nazi's gebruikt om politieke tegenstanders te arresteren en zo, hoewel ze bij de verkiezingen in 1933 geen meerderheid haalden, de totale macht te grijpen en de democratie opzij te zetten) als eersten in de concentratiekampen. Ernst Thälmann bijvoorbeeld kwam in 1934 in Buchenwald terecht waar hij in 1944 stierf.
Na de nederlaag van Duitsland in de Tweede Wereldoorlog werd het oosten van Duitsland bezet door de Sovjet-Unie. In de Sovjet-bezettingszone in Duitsland (de latere DDR) werden onder toezicht van het Sovjet-bestuur diverse politieke partijen opgericht, die op initiatief van de communisten samenwerkten in het antifascistisch blok. De term antifascistisch werd in de DDR zeer vaak gebruikt, met name ter ideologische afbakening van het naziverleden en van de Bondsrepubliek. Zo werd de Berlijnse Muur "der Antifaschistische Schutzwall" genoemd en werd het antifascisme in de preambule van de DDR-grondwet van 1968 genoemd. In de Volkskammer van de DDR waren ook zetels gereserveerd voor de Vereinigung der Verfolgten des Naziregimes - Bund der Antifaschisten.

### Nederland
Een Nederlandse antifascistische onderzoeksgroep is de Antifascistische Onderzoeksgroep Kafka. Ook kent men in Nederland een onderdeel van het internationale netwerk Anti-Fascistische Aktie (AFA/Antifa). Een andere antifascistische vereniging in Nederland is AFVN/Bond van Antifascisten, in 1968 opgericht door communistische verzetslieden uit de Tweede Wereldoorlog, die vooral actie voert tegen fascistische en extreemrechtse invloeden in het openbare leven, zoals nazibeurzen en de vrije verkoop van Mein Kampf en meewerkt aan herdenkingen zoals van de Februaristaking.
Een deel van de antifascisten beschouwt geweld als legitiem actiemiddel. Een voorbeeld hiervan was de gewelddadige verstoring van de verzoeningsbijeenkomst tussen Hans Janmaat en de Centrumpartij op 29 maart 1986 in een hotel in Kedichem. De bijeenkomst werd verstoord door antifascisten, die rookbommen door de ramen van de afgehuurde zaal gooide. Willem Wagenaar van de Anne Frank Stichting is voor deze aanslag veroordeeld. In een brand die hierbij ontstond, raakte Janmaats levenspartner Wil Schuurman blijvend invalide doordat zij bij het afdalen vanuit een open raam zo ongelukkig terechtkwam, dat later in het ziekenhuis een van haar benen moest worden geamputeerd. Thierry Baudet van Forum voor Democratie werd tijdens een verkiezingsbijenkomst op 20 november 2023 met een bierfles aangevallen door een 15-jarige jongen die tot de Antifa-groep ‘AFA Noord’ behoorde.

### Verenigde Staten

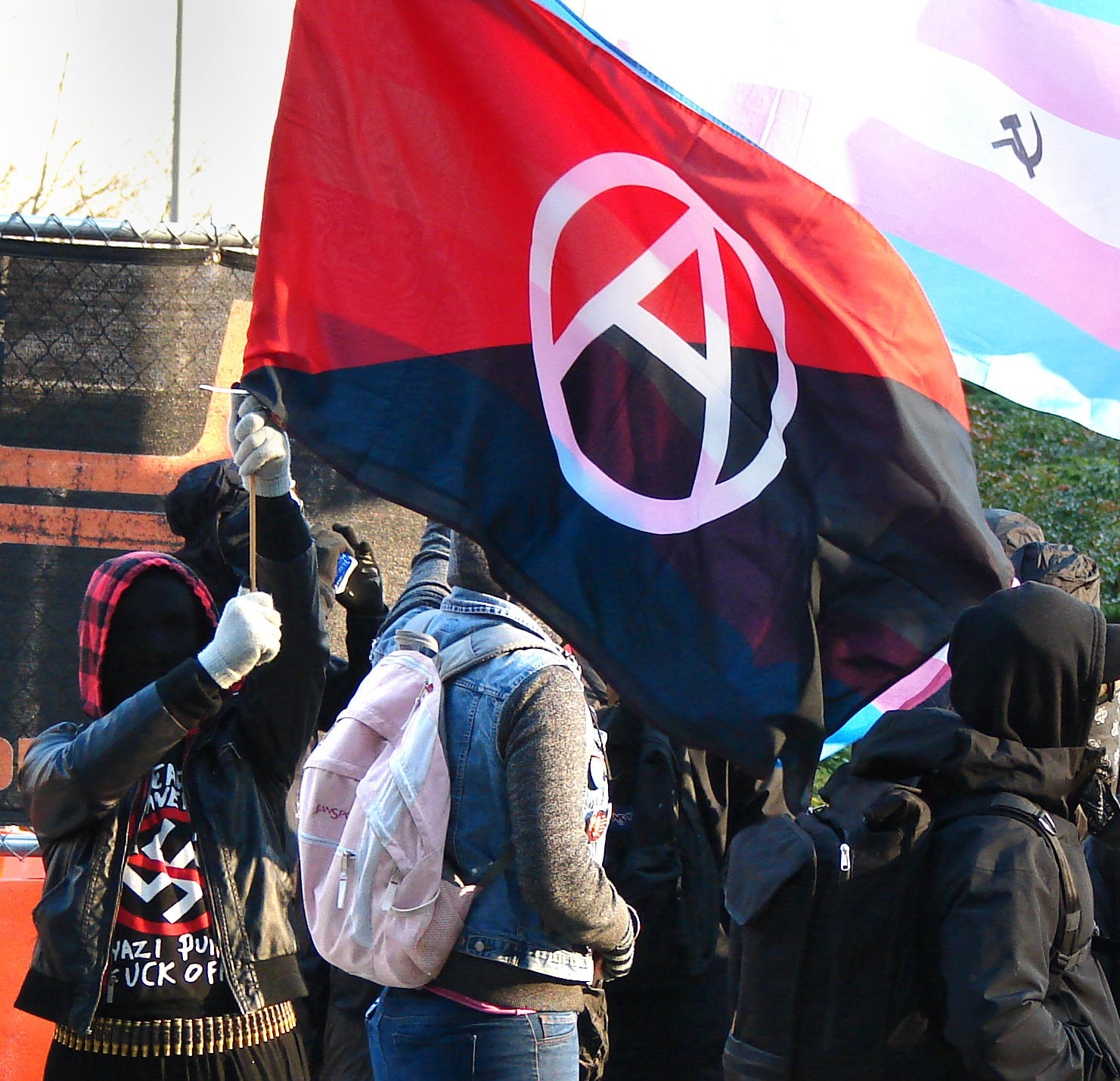
Antifaprotest in Portland, Oregon in 2017

In de Verenigde Staten zijn er diverse antifascistische groeperingen actief, zoals Rose City Antifa in Portland, Oregon wat deel uitmaakt van het Torch Network (een voortzetting van Anti-Racist Action). 
President Donald Trump bestempelde in 2020 antifa als een terroristische organisatie. Deze zienswijze werd eerder al ondersteund door het Department of Homeland Security en de FBI. Joe Biden, zijn tegenstander tijdens de presidentsverkiezingen van 2020, zei tijdens het eerste presidentiële debat op 29 september dat antifa een idee is, geen organisatie. Dit was in navolging van FBI-directeur Christopher Wray, die dit tijdens een hoorzitting in september 2020 verklaarde.